# Fredrik Backman
Fredrik Backman (Estocolmo, 2 de junho de 1981) é um jornalista, blogueiro e escritor sueco, autor de obras como "Um homem chamado Ove" (Em man som heter Ove, no original), "Gente ansiosa" (Folk med ångest), "Minha avó pede desculpas" (Min mormor hälsar och säger förlåt) ou "Britt-Marie esteve aqui" (Britt-Marie var här), obras que figuraram em primeiro lugar da lista de mais vendidos do jornal The New York Times e, até 2025, haviam sido publicadas em mais de quarenta países.

## Obra inspirado num blogue
Seu livro de estreia, "Um homem chamado Ove", foi publicado em 2012 e já em 2016 foi adaptado para o cinema em filme sueco protagonizado por Rolf Lassgård, vindo a ser em 2022 recriado por Hollywood no filme O Pior Vizinho do Mundo, estrelado por Tom Hanks e que estreou no Brasil em 26 de janeiro de 2023.
Backman escrevia em um blogue suas experiências com o próprio pai cheio de rabugices e, tendo sucesso, ali passou a receber relatos de pessoas com experiências similares. Como relatou, "...chegou o momento em que me sentei diante do computador e, inspirado por aquele material, escrevi um romance”. O livro foi então traduzido por vários países e Backman chegou a ter um fã clube na Coreia do Sul.